# Hoplopleura capensis
Hoplopleura capensis är en insektsart som beskrevs av Werneck 1954. Hoplopleura capensis ingår i släktet Hoplopleura och familjen gnagarlöss. Inga underarter finns listade i Catalogue of Life.